# Ingrid Losert
Ingrid Losert (ur. 30 grudnia 1958 w Fryburgu Bryzgowijskim – austriacka florecistka reprezentująca też RFN, czterokrotna medalistka mistrzostw świata.
W 1975 roku wywalczyła brązowy medal dla Austrii w turnieju indywidualnym na mistrzostwach świata juniorów.
Podczas mistrzostw świata w Melbourne w 1979 roku reprezentantki RFN w składzie: Cornelia Hanisch, Ingrid Losert, Sabine Bischoff, Ute Wessel i Jutta Höhne wywalczyły brązowy medal w turnieju drużynowym. W tej samej konkurencji zdobyła również srebrne medale na mistrzostwach świata w Clermont-Ferrand (1981) i mistrzostwach świata w Wiedniu (1983) oraz kolejny brązowy na mistrzostwach świata w Rzymie (1982). 
Została zgłoszona do startu w turnieju indywidualnym i drużynowym na igrzyskach olimpijskich w Montrealu (1976), jednak ostatecznie nie wystartowała. 
Jej ojciec, Josef Losert oraz brat, Roland Losert także byli szermierzami.